# 新静岡セノバ
新静岡セノバ（しんしずおかセノバ）は、静岡市葵区鷹匠一丁目にある鉄骨と鉄筋コンクリートで建てられた地下1階地上11階
の大型商業施設。日本SC大賞とデベロッパー大賞でそれぞれES賞を受賞している。
新静岡セノバの前身は新静岡センターで、運営・管理は静鉄プロパティマネジメント株式会社が行っている。なお、静岡の耐震基準(全国の耐震基準の1.2倍)の1.25倍(全国の耐震基準の1.5倍)とかなり耐震基準が厳しく建てられている建物であり、かつ必ず毎月何かしらの防災訓練を行なっている

## 名称
名称の「セノバ」とは、「幸せの場」「待ち合わせの場」といった日本語のいわゆる語呂合わせに加え、"ceno-"（英：「新しい」の意の接頭語)、"va"（スペイン語：「始める」ほか）、旧・新静岡センターの名称でもある"center"（英・「中央」「中心」)、"nova"（英：「新星」、ラテン語：「新しい」ほか）といったいくつかの単語を組み合わせ、前身の商業施設が静岡市中心部で培ってきたブランドイメージをも継承し、複数言語で複合的な意味を込めたものとなっている。

## 歴史

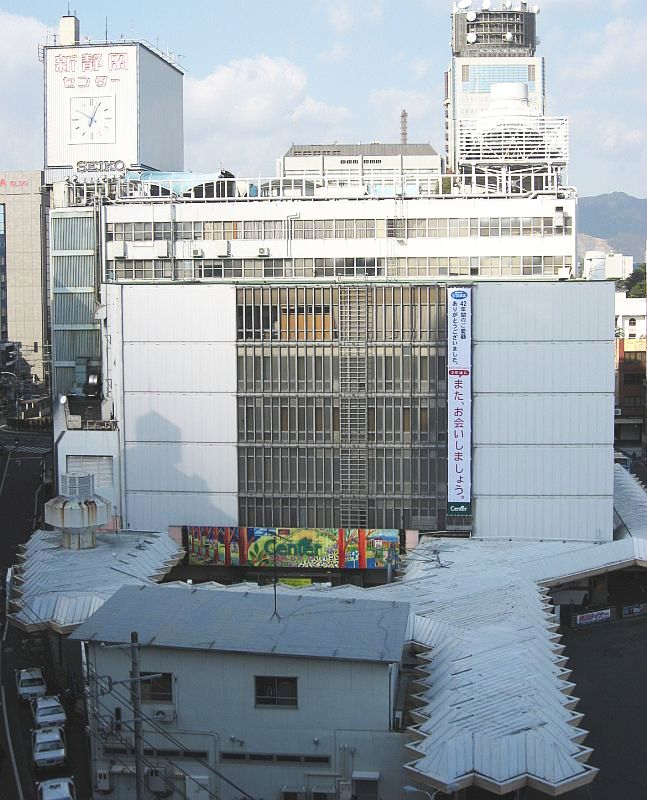
前身の新静岡センター

1966年（昭和41年）5月15日に開業した新静岡センターは、施設の老朽化により2009年（平成21年）に閉店した。新静岡センター跡地は鷹匠1-14地区優良建築物等整備事業として、鉄道駅・バスターミナルと併せた再整備が計画され、2010年（平成22年）3月5日に新商業施設が起工した。同時に核テナントとして東急ハンズ（現：ハンズ）やシネマコンプレックスの入店が発表された。
2011年（平成23年）6月2日、新商業施設の名称を「新静岡セノバ」とすること、運営会社は静岡鉄道の子会社である静鉄プロパティマネジメント株式会社となることが発表された。セノバ開発の指揮を執った静鉄プロパティマネジメント株式会社の営業部長は、のちに「静岡県内初出店のテナント誘致にはこだわった」と語っている。同年10月5日に開業した。
2015年度の売上高は182億円だった。
2016年（平成28年）11月1日、LuLuCaカードに電子マネー機能が導入され、新静岡セノバでも対応できるようになった。(現在は新静岡セノバ地下1階としずてつストア各店舗に規模を縮小し、1階以上の上の階とDen billでの再開・再導入の検討・予定は無い)
2017年度に大規模改装を実施した。
2019（平成31年）2月20日に働き方改革の一環で開業以来初めての休館日となった。
新型コロナウイルスの流行による感染の拡大防止のため、2020年（令和2年）4月18日から5月17日まで一部店舗を除いて全館臨時休業となった。2020年に楽天Edy、WAON、QUICPay+、iD、全国相互利用交通系ICカードの電子マネーの利用開始、PayPay、d払い、au PAY、、楽天Payのスマホ決済を開始。
2022年3月21日、しずてつ保険ステーション新静岡セノバ店が閉店した。

## フロア構成と主なテナント

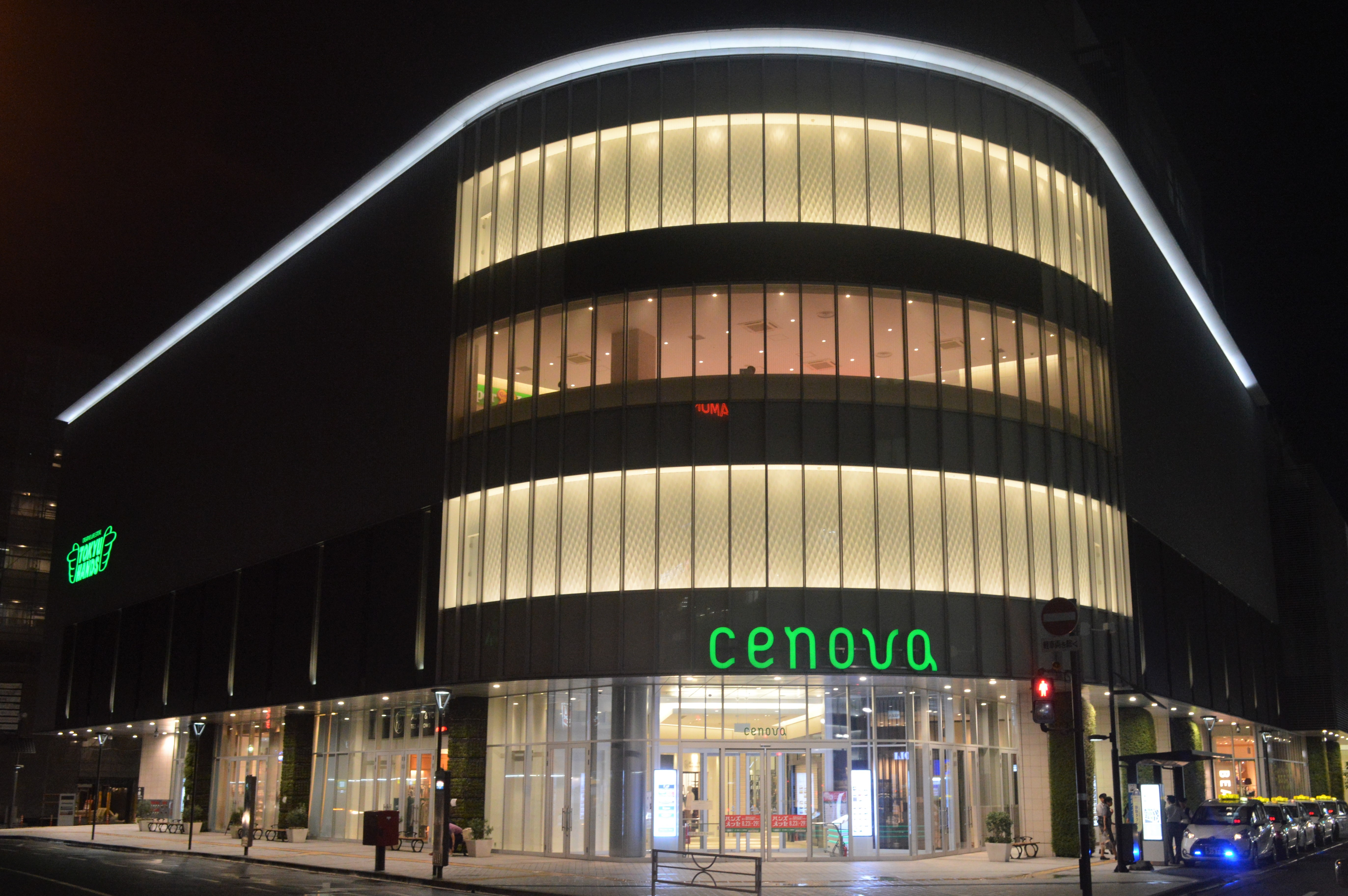
夜間の新静岡セノバ。

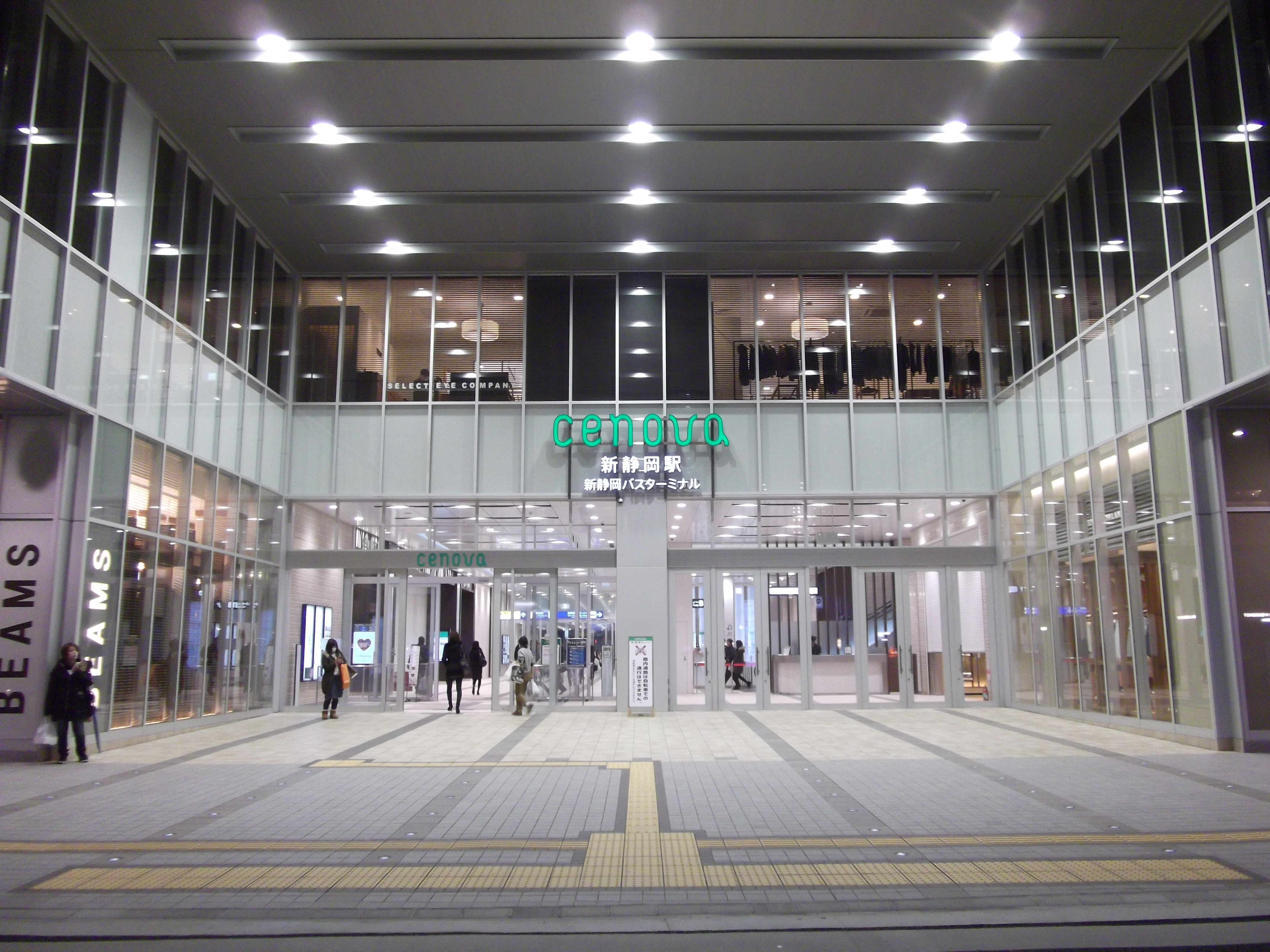
静鉄静岡清水線新静岡駅。

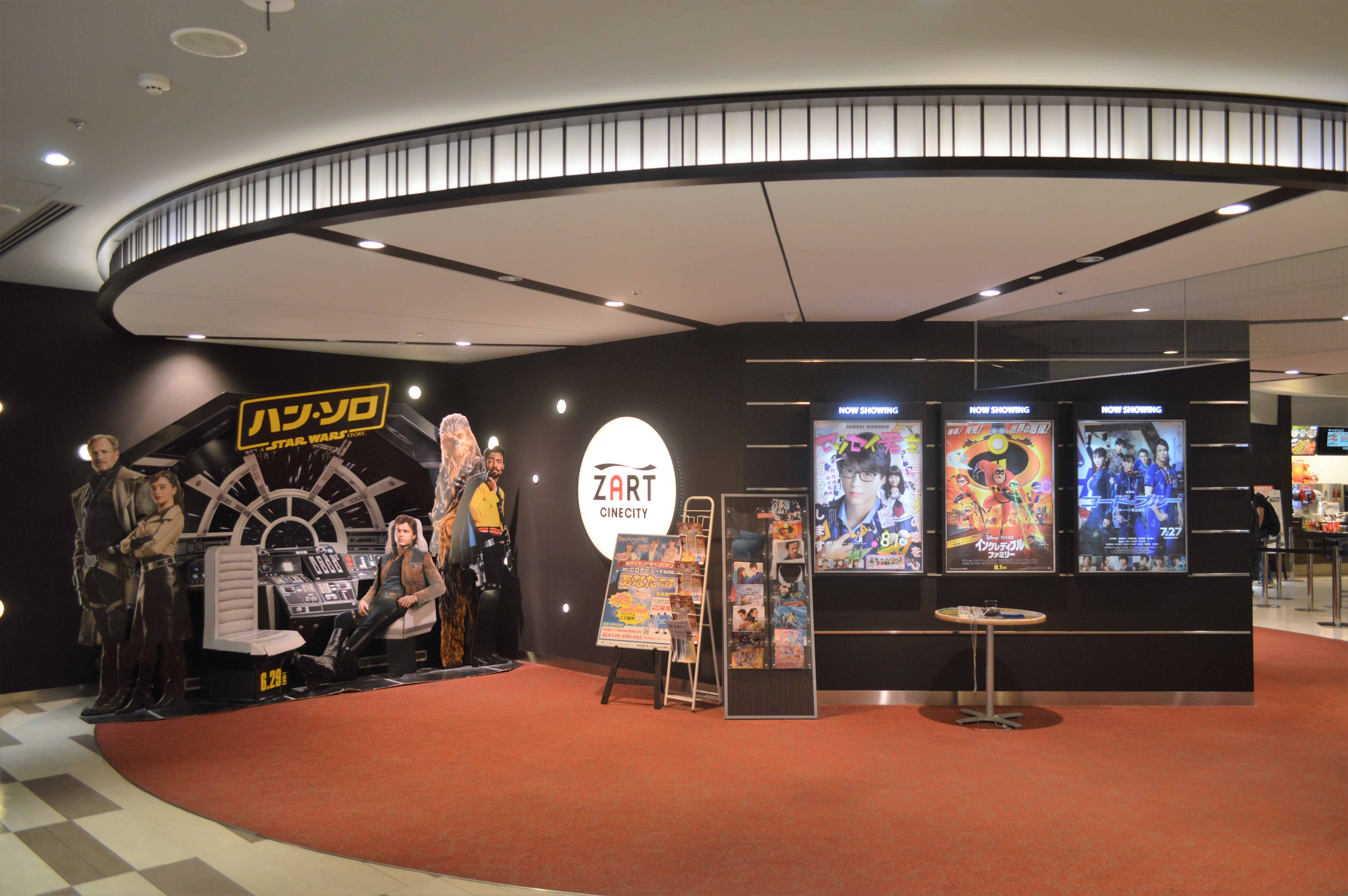
映画館のシネシティザート。

新静岡駅・新静岡バスターミナルの駅ビル機能も有する。
現在のフロア構成・テナントの詳細は、公式サイトのショップガイドを参照。
| 階         | フロアコンセプト                                                       | テナントなど |
| ---------- | ---------------------------------------------------------------------- | --- |
| B1         | フードパーティー （生鮮食品フロア）                                    | - しずてつストア - ウエルシア - 静岡銀行 |
| 1階        | コンテンポラリーライフスタイル （レディス&メンズファッション）         | - 新静岡駅 - 新静岡バスターミナル - ビームス - ローソン |
| 2階        | アーバンスタイリッシュライフ （トレンドファッション）                  | - ABCマート - ユナイテッドアローズ - アース ミュージック&エコロジースーパープレミアムストア                                                                   |
| 3階        | ハッピーホームスタイル （ホビー&ファミリーファッション、フードコート） | - ハンズ - ギャップ - セノバ・ザ・キッチン - ミスタードーナツ - ペッパーランチ - はなまるうどん - モスバーガー - 築地銀だこ                                   |
| 4階        | カジュアルライフスタイル （家電、アウトドア&ホームグッズ）             | - ノジマ - ASBee - モンベル |
| 5階        | ダイニング&カルチャー （レストラン、大型書店）                         | - MARUZEN&ジュンク堂書店 - 朝日テレビカルチャー - K-MIXサテライトスタジオ「view-st.Shizuoka"NOA"」 - セノバ・ザ・ダイニング - 炭焼きレストランさわやか - 五穀 |
| 6階 \| 8階 | 駐車場                                                                 | - 556台収容 |
| 9階        | シネマコンプレックス                                                   | - シネシティザート（10スクリーン、1,941席） |

### シネシティザート
付帯集客施設として静活株式会社が映画館のシネシティザートを運営している。静岡市のシネコンとしては清水区のMOVIX清水に続いて2か所目である。なお、静活は葵区七間町で運営していた映画館をすべて閉館させて新静岡セノバのシネシティザートに集約した。これに対して市民団体などが反対し、計画撤回を求めた働きかけを行っていた。七間町で静活が運営していた映画館がすべて閉館したことで、七間町に残る映画館は日映株式会社が運営する静岡東宝会館（5スクリーン）のみとなった。